# Manuela Infante
Manuela Infante (1980) es una dramaturga, directora, actriz y músico chilena. Fue fundadora de la compañía Teatro de Chile. Ha sido reconocida con distintos premios, entre ellos el premio Altazor en las categorías de dramaturgia y dirección por su obra Narciso el año 2006.

## Biografía
Al salir del colegio, Manuela Infante quiso estudiar música o actuación; estudió Actuación Teatral en la Universidad de Chile. Es licenciada en Artes de la Universidad de Chile y Magíster en Análisis Cultural de la Universidad de Ámsterdam. A los 22 años estrena junto a un grupo de compañeros la obra Prat, en la que presenta una revisión friccionada de algunos episodios en la vida de Arturo Prat. Esta obra tuvo mucha repercusión mediática debido a la reacción por parte de diversos medios de comunicación, de personas ligadas a las Fuerzas Armadas y de los herederos de Arturo Prat, los cuales presentaron un recurso de protección en contra de Manuela Infante y la compañía Teatro de Chile.
Fue parte de la compañía Teatro de Chile desde sus inicios en 2001 hasta su disolución en 2016, con la cual realizaron 12 obras en sus 15 años de trayectoria. Junto con esta compañía alcanzó reconocimiento nacional e internacional. Luego de la disolución de la compañía creó de forma independiente las obras Loros Negros, Xuarez (2015), Estado Vegetal (2017) e Idomeneo (2018). Ha sido merecedora de la distinción "mejor obra del año" del Círculo de Críticos de Artes de Chile con Xuarez y Estado Vegetal (2017), del premio Altazor a mejor dramaturgia y mejor dirección con Narciso (2006), del premio Nuez Martín con Xuarez, y del premio Stükemarkt 2019 en el Theatertreffen Berlin con Estado Vegetal.
En 2019 fue invitada con sus obras Estado Vegetal y Realismo a la 47 Biennal de Venecia Teatro. Su trabajo ha sido presentado en Alemania, Bélgica, Holanda, Irlanda, España, Italia, Suiza, Estados Unidos, Singapur, Corea, Japón, Uruguay, Perú, México, Argentina y Brasil. Ha coproducido con Festival Santiago a Mil (Chile), Festival de Modena (Italia), The Watermill Center (EE. UU.), Hebbel am Uffer (Alemania), FIBA (Argentina), TheaterWorks (Singapur) y KVS (Bélgica). Tres de sus obras han sido publicadas en Chile y el extranjero. En 2014 fue la primera mujer en ser nombrada Directora Artística de la Muestra de Dramaturgia Nacional de Chile.
Ha escrito dos obras de teatro infantil, El Corazón del Gigante Egoísta (2016) y Ayudándole a Sentir (2017).
Como músico ha compuesto, escrito y producido dos discos con su banda Bahía Inútil: Stand Scared (2011) y Bahía Inútil (2015). Así mismo ha estado a cargo del diseño sonoro de la mayoría de sus trabajos. 
Como guionista ha trabajado en producciones audiovisuales en Chile con reconocidos directores como Cristián Jiménez, Alicia Scherson y Marialy Rivas. Recientemente se estrenó en Finlandia la serie de su coautoría Invisible Heroes (2019), producción de YLE Finlandia y Parox Chile.

## Obras

### Dramaturga
- Prat (2001)[1]
- Juana (2004)[4]
- Narciso (2005)[4]
- Rey Planta (2006)[4]
- It´s never the last supper (2007)[4]
- Cristo (2008)[4]
- Ernesto (2010)[4]
- Zoo (2013)[4]
- Xuarez (2015)
- El corazón del Gigante Egoísta (2016)
- Realismo (2016)[8]
- Estado Vegetal (2017)
- Ayudandole a Sentir (2017)
- “Como convertirse en piedra” (2021
- "Noise" Schauspielhaus Bochum (2021)
- "Metamorphoses" KVS Brussels (2021)
- "Fuego Fuego" Teatro Nacional de Cataluña (2022)
- "Wie Alles Endet" Theater Basel (2022)
- "Black Flame" Volkstheater Wien (2022)
- Vampyr (2025)

### Directora
- Prat
- Juana
- Narciso
- Ernesto
- Multicancha
- Loros Negros (escrita en 2011 por Alejandro Moreno Jashés)
- Zoo
- Realismo
- Estado Vegetal
- Idomeneo
- Xuarez [9]
- "Cómo convertirse en Piedra" (2021)
- "Noise" Schauspielhaus Bochum (2021)
- "Metamorphoses" KVS Brussels (2021)
- "Fuego Fuego" Teatro Nacional de Cataluña (2022)
- "Wie Alles Endet" Theater Basel (2022)
- "Black Flame" Volkstheater Wien (2022)
- "Vampyr" (2025)

## Filmografía
guionista
- Princesita (2018)
- "Invisible Heroes" Series. (2019)